# Душко Павасович
Душко Павасович (хорв. Duško Pavasović; нар. 15 жовтня 1976, Спліт) – словенський шахіст і шаховий тренер (Тренер ФІДЕ від 2013 року) хорватського походження, гросмейстер від 1999 року.

## Шахова кар'єра
На міжнародній арені кольори Словенії представляє від 1993 року. Багаторазовий призер чемпіонату Словенії, зокрема тричі золотий (1999, 2006і 2007, турнір був водночас і Меморіалом Мілана Відмара) і тричі срібний (1997, 1998, 2003). 2007 року досягнув значного успіху, посівши 4-те місце на 8-му чемпіонаті Європи, який відбувся в Дрездені.
Неодноразово представляв Словенію на командних змаганнях, зокрема:
- сім разів на шахових олімпіадах (1998, 2000, 2002, 2004, 2006, 2008, 2010)[6],
- вісім разів на командних чемпіонатах Європи (1997, 1999, 2001, 2003, 2005, 2007, 2009, 2013)[7],
- сім разів на BŁĄD; п'ятиразовий призер: в командному заліку – тричі золотий (1997, 2002, 2005) і двічі бронзовий (1998, 2003)[8].

До найбільших успіхів Душко Павасовича на міжнародних турнірах належать перемоги на турнірах за швейцарською системою в Новій Гориці (1996, 2001), 1-ше місце у Фельдбаху (1997, разом з Лудгером Кайтлінгаусом), поділив 2-ге місце в Граці (2001, позаду Володимира Бурмакіна, разом із, зокрема, Генріком Теске і В'ячеславом Ейнгорном), посів 1-ше місце в Новій Гориці (2002), 2-ге місце в Бледі (2002, позаду Золтана Дьїмеші), поділив 2-ге місце в Пардубице (2004), поділив 2-ге місце у Рієці (2005, позаду Роберта Маркуша), поділив 1-ше місце в Дайцизау (2006, разом із зокрема, Даріушем Шоном), поділив 2-ге місце в Шварцаху (2006), 1-ше місце в Пулі (2006), поділив 2-ге місце в Трієсті (2006, позаду Ігоря Єфімова) і поділив 1-ше місце у Фельдені (2007).
Найвищий рейтинг Ело в кар'єрі мав станом на 1 січня 2004 року, досягнувши 2615 очок займав тоді 86-те місце в світовому рейтинг-листі ФІДЕ, одночасно займаючи 2-ге місце (позаду Олександра Бєлявського) серед словенських шахістів.

## Зміни рейтингу
| На цьому місці має відображатися графік чи діаграма, однак з технічних причин його відображення наразі вимкнено. Будь ласка, не видаляйте код, який викликає це повідомлення. Розробники вже працюють для того, щоби відновити штатне функціонування цього графіка або діаграми. | |
| | На цьому місці має відображатися графік чи діаграма, однак з технічних причин його відображення наразі вимкнено. Будь ласка, не видаляйте код, який викликає це повідомлення. Розробники вже працюють для того, щоби відновити штатне функціонування цього графіка або діаграми. |